# René-Robert Cavelier de La Salle
René-Robert Cavelier de La Salle (1643. november 21. – 1687. március 19.) francia felfedező. Felderítette az észak-amerikai Nagy-tavak vidékét, a Mississippi-folyót és a Mexikói-öböl partvidékét. La Salle a Mississippi teljes medencéjét a francia király birtokának nyilvánította.

## Élete
René-Robert Cavelier 1643. november 21-én született Jean Cavelier gazdag kereskedő fiaként a normandiai Rouenben. A de La Salle nevet a családi birtok után később vette fel. A jezsuiták roueni kollégiumában tanult és novíciusként 1660-ban maga is belépett a rendbe. Hét évvel később, már Észak-Amerikában azonban kérelmezte, hogy "erkölcsi gyengesége" miatt mentsék fel korábbi esküjétől. René-Robert bátyja, Jean Cavelier is szulpiciánus pap volt.
1666-ban az észak-amerikai gyarmatokra, Új-Franciaországba hajózott bátyját követve, aki egy évvel korábban távozott az Újvilágba. Mivel a jezsuitákhoz való belépéskor le kellett mondania vagyonáról és örökségéről, La Salle igen szerény anyagi körülmények között érkezett Kanadába. A szulpiciánus rend támogatásával kapott egy kis birtokot a Montreal-sziget nyugati részén, melyet la Chine-nek (Kínának) neveztek, állítólag gúnyolódásból, mert La Salle meg akarta találni a Kínába vezető utat.

## Első expedíciója

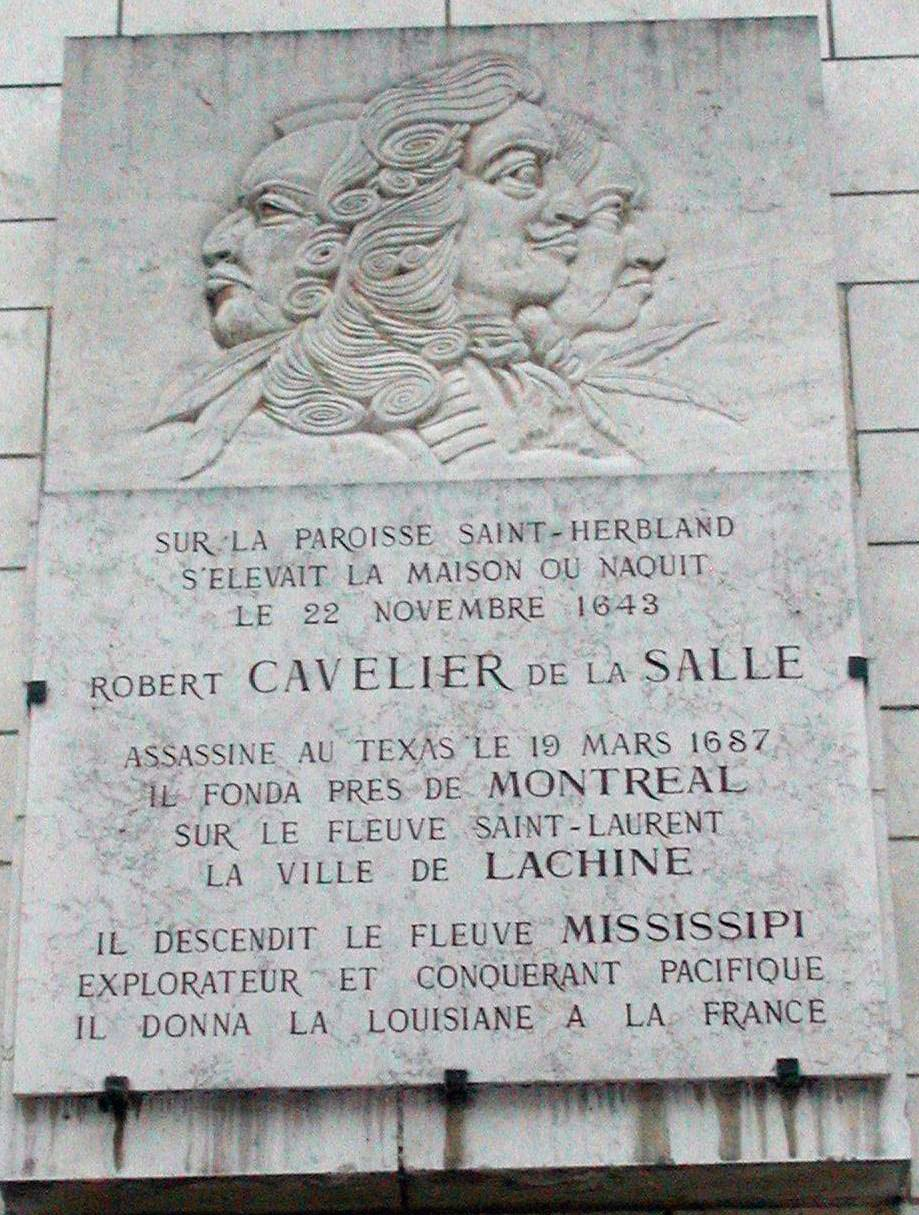
De La Salle emléktáblája Rouenben

La Salle falut alapított a birtokán és megtanulta a helybeli indiánok, a mohaukok (mohawkok) nyelvét. Ők meséltek neki egy nagy nyugati folyóról, az Ohióról, amely a Mississippibe ömlik. 1669-ben egy kisebb összegért visszaadta az egyházi rendnek a birtokát, amiből felszerelhetett egy kis expedíciót. Tapasztalatlan embereivel és kilenc kenujával elérte az Ontario- és Erie-tavat, de az indiánok nem voltak barátságosak és La Salle megbetegedett, így a csapat szétszéledt és nem érték el az Ohiót (egyes vélemények szerint viszont igen, sőt a Mississippit is még Louis Jolliet és Jacques Marquette előtt).

## Fort Frontenac
1673-ban Új-Franciaország kormányzója, Louis de Buade de Frontenac a Cataraqui-folyó torkolatánál találkozott az Irokéz Konföderáció vezetőivel, hogy kereskedelmi megállapodást kössön velük. A tárgyalások ideje alatt a kormányzó emberei La Salle vezetésével felállítottak egy cölöperődöt a folyó partján, ahonnan a prémkereskedelmet akarták ellenőrizni, illetve a brit és holland terjeszkedést kívánták meggátolni. Az eredetileg Fort Cataraqui-nak nevezett erődnek La Salle lett a parancsnoka, aki később a kormányzó tiszteletére Fort Frontenac-nak (ma Kingston) nevezte át az erősséget.
1674-ben Franciaországba utazott, ahol a kormányzó támogatásának segítségével prémkereskedelmi koncessziót, erődépítési jogosultságot, valamint örökletes nemesi címet sikerült szereznie. Miután visszatért Kanadába, kőből újjáépíttette Fort Frontenac-ot.

## Második expedíciója
1679 elején megépítette Fort Conti erődjét a Niagara-folyó Ontario-tavi torkolatánál és kenukkal felderítette a folyó alsó folyását egészen a mai Lewistonig. Ezután a Niagara felső szakaszánál megépített egy 45 tonnás, hétágyús vitorlás bárkát, a Le Griffont, melyet augusztus 7-én bocsátottak vízre. La Salle a hajóval felderítő útra indult a Nagy-tavakon, végighajózott az Erie- és Huron-tavon, majd eljutott a Michigan-tóra, a Green Bay melléköbölbe. A helybeli indiánokkal cserélt öt tonnányi prémet berakodták a hajóba, amely visszaindult a Niagarához, La Salle pedig kenuval folytatta útját. A Le Griffon a visszaúton viharba került és elsüllyedt, állítólagos roncsait 2013-ban találták meg.
La Salle és kísérői négy kenuval felderítették a Michigan-tó nyugati partjait, egészen a Miami (ma St. Joseph-folyó) torkolatáig. Itt 1679 novemberében kis erődítményt emeltek, amit Fort Miaminak (ma St. Joseph) kereszteltek. Bevárták La Salle társát, az olasz Henri de Tontit, aki egy kis csapat élén gyalogosan szelte át a tavak közötti földnyelvet és november 20-án csatlakozott a főcsapathoz.
Az expedíció a St. Joseph-folyón indult el felfelé egészen a mai South Bendig, ahol szárazföldi úton elérték a Kankakee-folyót, majd annak folyását követve az Illinois-folyót. Itt felépítették Fort Crèvecoeur-t (ma Peoria), majd La Salle gyalog visszaindult utánpótlásért Front Frontenacba. Míg távol volt, Fort Crèvecoeur katonái fellázadtak, elkergették a parancsnokul hagyott Tontit és lerombolták az erődítményt. La Salle később az Ontario-tónál fogva el a zendülőket.

## Louisiana és a balsikerű kolónia

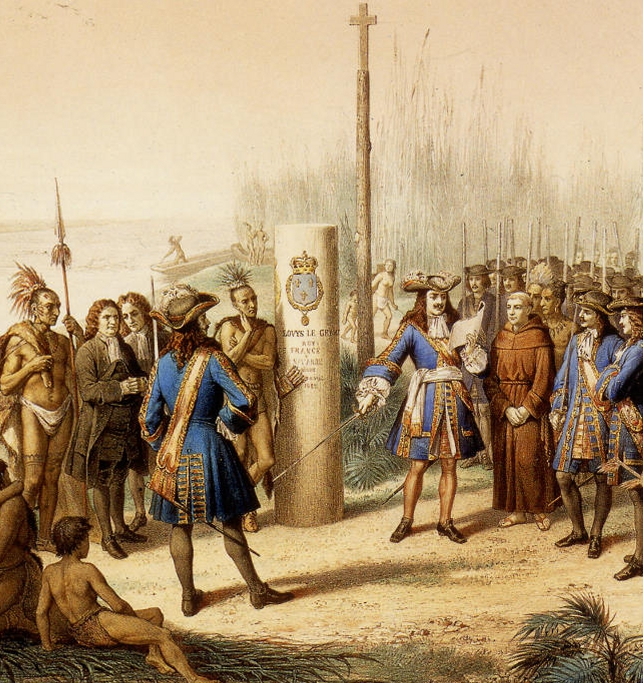
Louisiania birtokbavétele

1682-ben La Salle újabb expedícióra indult Fort Crèvecoeur-ból franciákból és indiánokból álló csapatával és kenuval leevezett a Mississippihez, majd annak folyása mentén délnek indult. A mai Memphis helyén felépítette Fort Prudhomme-ot. Miután elérte a folyótorkolatot, 1682. április 9-én az egész folyó medencéjét XIV. Lajos király tiszteletére elnevezte Louisianiának (La Louisiane) [13] és francia birtoknak nyilvánította.

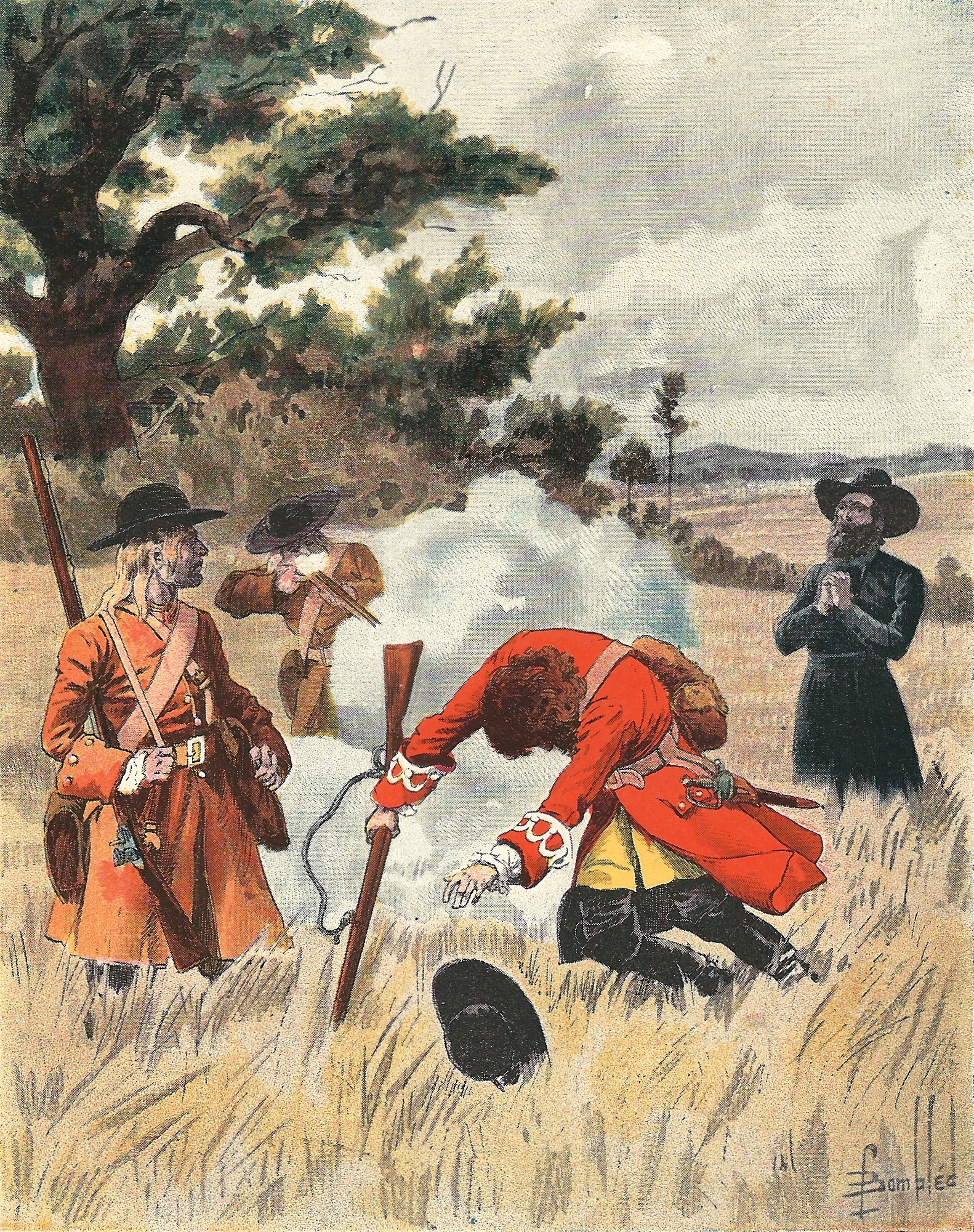
René-Robert Cavelier de La Salle halála 1687. március 19-én

A visszaúton az Illinois-nál megalapította Fort Saint Louist, amely átvette Fort Crevecoeur funkcióit. Az erőd parancsnokául Tontit hagyta hátra, ő pedig hazautazott Franciaországba, hogy a korona segítségét kérje egy új gyarmat alapításához a Mississippi torkolatánál. Négy hajót és 300 telepest bíztak a gondjaira, de a kolónia alapítását kezdettől fogva balszerencse sújtotta. Egyik hajójukat karibi kalózok fogták el, utána pedig eltévedtek, túlhaladtak a Mississippin és a texasi Matagorda-öbölnél találták magukat, ahol az egyik hajó elsüllyedt, egy másik pedig zátonyra futott. Las Salle megalapította Fort Saint Louis erődjét a mai Garcitas Creek-nél, majd azt bázisul használva több expedíciót vezetett keletre, a folyót kutatva.
A harmadik ilyen úton La Salle maradék 36 embere fellázadt és 1687. március 19-én egyikük, Pierre Duhaut meggyilkolta őt. A franciák kolóniája a következő évig tartott ki, amikor a helyi indiánok lemészárolták a maradék 20 felnőttet, az öt gyereket pedig magukkal hurcolták.
La Salle utolsó expedíciójának vezérhajóját, a La Belle-t 1995-ben találták meg a Matagorda-öböl iszapjában.

## Emlékezete

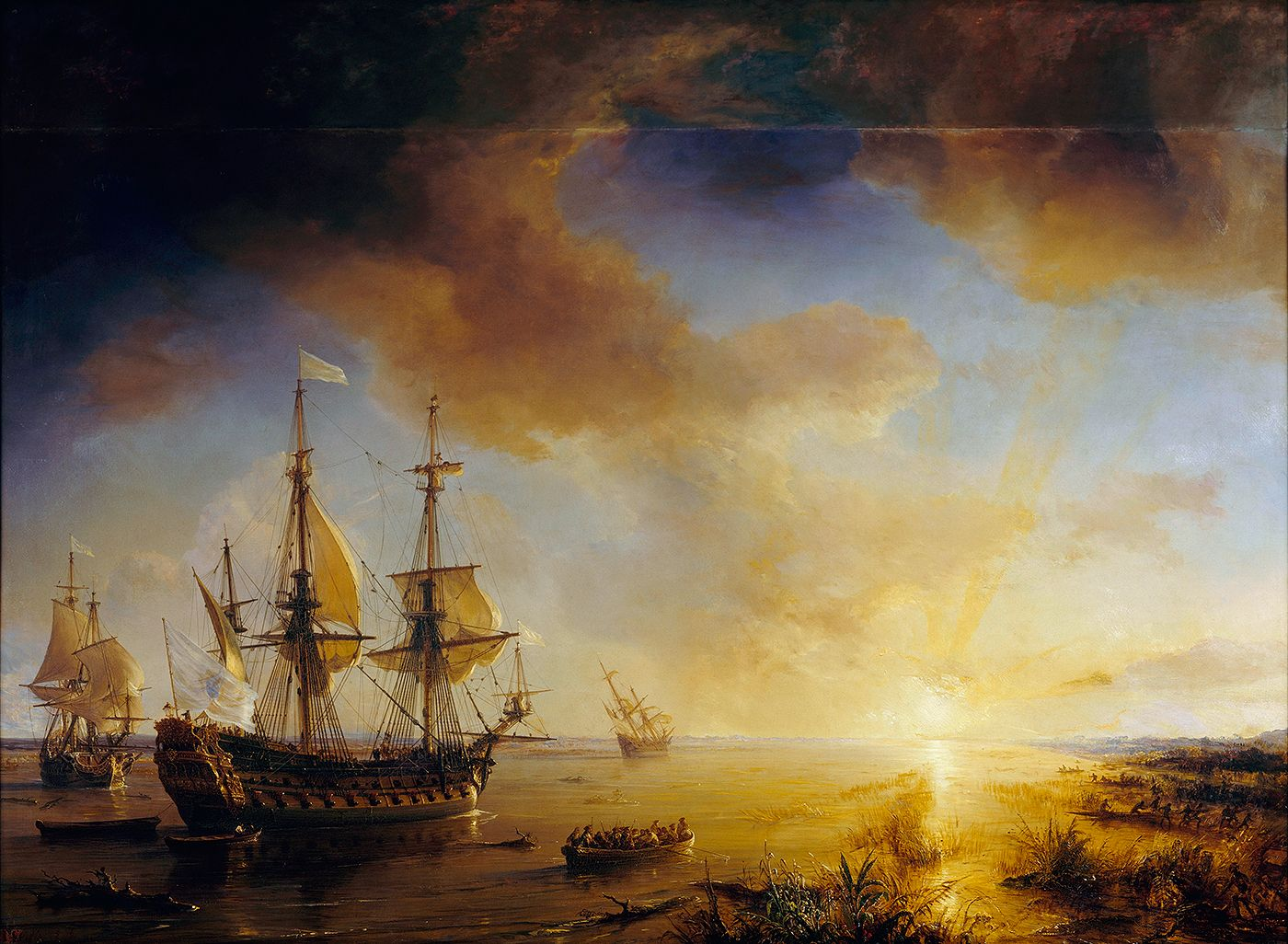
Az utolsó expedíció hajói (Theodore Gudin képe, 1844)

La Salle létrehozott egy erődítményekből álló hálózatot a Nagy-tavak, Ohio-, Illinois- és Mississippi-folyók térségében, amely majdnem száz évig szolgált alapjául a francia terjeszkedésnek és prémkereskedelemnek Észak-Amerika középső és déli részein. La Salle útjai alapozták meg a francia gyarmatosítók és az indiánok közötti barátságos kapcsolatokat is, melyek segítettek gátolni az angolok nyugati terjeszkedését.
La Salle az amerikai kontinens belső területeinek egyik legismertebb felfedezője, számos kanadai és Egyesült Államok-beli várost, utcát, iskolát, parkot, autómárkát, sőt Illinois államban egy megyét is neveztek el róla.

## Fordítás
- Ez a szócikk részben vagy egészben  a   René-Robert Cavelier, Sieur de La Salle című angol Wikipédia-szócikk ezen változatának fordításán alapul.  Az eredeti cikk szerkesztőit annak laptörténete sorolja fel. Ez a jelzés csupán a megfogalmazás eredetét és a szerzői jogokat jelzi, nem szolgál a cikkben szereplő információk forrásmegjelöléseként.